# 17. februar
17. februar je 48. dan leta v gregorijanskem koledarju. Ostaja še 317 dni (318 v prestopnih letih).

## Dogodki
- 1370 – nemški viteški red pri Rudauu premaga Litvo
- 1600 – na rimskem trgu Campo de' Fiori je bil javno sežgan italijanski filozof in kozmolog Giordano Bruno; sežgala ga je Rimska inkvizicija, ki ga je obtožila herezije
- 1859 – v Rimu prvič uprizorjena Verdijeva opera Ples v maskah
- 1867 – prva ladja je preplula Sueški prekop
- 1887 – v požaru pogori ljubljansko Narodno gledališče
- 1904 – v Milanu prvič uprizorjena Puccinijeva opera Madame Butterfly
- 1914 – izid Korana v turščini
- 1972 – spodnji dom britanskega parlamenta sprejme zakon o priključitvi EU
- 1980 – Krzysztof Wielicki in Leszek Cichy opravita prvi zimski vzpon na Mount Everest
- 2008 – kosovska skupščina razglasi neodvisnost Kosova
- 2010 – slovenska smučarska tekačica Petra Majdič na XXI. zimskih OI v Vancouvru osvoji bronasto medaljo, ki se sveti kot zlata posuta z diamanti, ker jo je osvojila s štiri polomljenimi rebri in pnevmotoraksom

## Rojstva
- 624 – Vu Dzetjan, cesarica dinastije Tang  († 705)
- 1444 – Roelof Huesman - Rodolphus Agricola, nizozemski humanist († 1485)
- 1519 – François, vojvoda Guiški, francoski general in politik († 1563)
- 1591 – José de Ribera lo Spagnoletto, španski slikar (tega dne je bil krščen) († 1652)
- 1665 – Rudolph Jacob Camerarius, nemški botanik († 1721)
- 1681 – Franc Breckerfeld, slovenski teolog, matematik, astronom, latinist († 1744)
- 1723 – Tobias Mayer, nemški astronom, matematik, kartograf, fizik († 1762)
- 1752 – Friedrich Maximilian von Klinger, nemški dramatik, pisatelj († 1831)
- 1781 – René Laënnec, francoski zdravnik († 1826)
- 1785 – Nachman Kohen Krochmal, avstrijski judovski filozof, teolog in zgodovinar († 1840)
- 1820 – Henri Vieuxtemps, belgijski violinist, skladatelj († 1881)
- 1821 – Marie Dolores Eliza Rosanna Gilbert - Lola Montez, irska avanturistka, plesalka, igralka († 1861)
- 1831 – Matija Valjavec, slovenski pesnik, zbiralec narodnega blaga († 1897)
- 1865 – Ernst Troeltsch, nemški protestantski teolog, sociolog in filozof († 1923)
- 1877 – André Louis René Maginot, francoski državnik († 1932)
- 1897 – Pedro Gerardo Beltrán, perujski ekonomist, diplomat, založnik, premier († 1979)
- 1902 – Lojze Bratuž, slovenski skladatelj, zborovodja († 1937)
- 1925 – Hal Holbrook, ameriški igralec († 2021)
- 1929 – Chaim Potok, ameriški pisatelj judovskega rodu, rabin († 2002)
- 1929 – Patricia Routledge, angleška igralka in pevka
- 1936 – Stipe Šuvar, hrvaški politik († 2004)
- 1961 – Andrej Korotajev, ruski antropolog, orientalist, ekonomist, zgodovinar in sociolog
- 1963 – Michael »Air« Jordan, ameriški košarkar
- 1972 – Billie Joe Armstrong, pevec v ameriški rock skupini Green Day
- 1981 – Paris Hilton, ameriška igralka
- 1985 – Anders Jacobsen, norveški smučarski skakalec
- 1992 – Meaghan Jette Martin, ameriška televizijska in filmska igralka, pevka
- 1993 – Marc Márquez, španski motociklistični dirkač

## Smrti
- 440 – Mesrop Maštoc, armenski menih, teolog, jezikoslovec (* 360)
- 1220 – Teobald I., vojvoda Zgornje Lorene (* 1191)
- 1339 – Oton IV., avstrijski vojvoda (* 1301)
- 1600 – Giordano Bruno, italijanski filozof, pesnik, astronom, matematik, okultist (* 1548)
- 1673 – Jean-Baptiste Poquelin - Molière, francoski dramatik (* 1622)
- 1827 – Johann Heinrich Pestalozzi, švicarski pedagog (* 1746)
- 1850 – Nobuhiro Sato, japonski znanstvenik (* 1769)
- 1854 – John Martin, angleški slikar (* 1789)
- 1856 – Christian Johann Heinrich Heine, nemški pesnik (* 1797)
- 1865 – George Phillips Bond, ameriški astronom (* 1825)
- 1875 – Friedrich Wilhelm August Argelander, nemški astronom (* 1799)
- 1909 – Goyathlay - Geronimo, apaški poglavar (* 1829)
- 1912 – Aloys Lexa von Aehrenthal, avstrijski politik (* 1854)
- 1967 – Ciro Alegría, perujski pisatelj (* 1909)
- 1982 – Thelonious Sphere Monk, ameriški jazzovski pianist, skladatelj (* 1917)
- 1986 – Džidu Krišnamurti, indijski filozof (* 1895)
- 1989 – Guy Laroche, francoski modni oblikovalec (* 1921)
- 2004 – José López Portillo y Pachecho, mehiški predsednik (* 1920)
- 2019 – Šaban Šaulić, srbski pevec (* 1951)

## Goduje
- sveti Teodul
- sveti Julijan
- sveti Luka Belludi
- sveti Krizancijan in tovariši
- sveti Frančišek Clet
- sedmeri sveti ustanovitelji